# Mutaciones genéticas en los cuerpos de los gatos

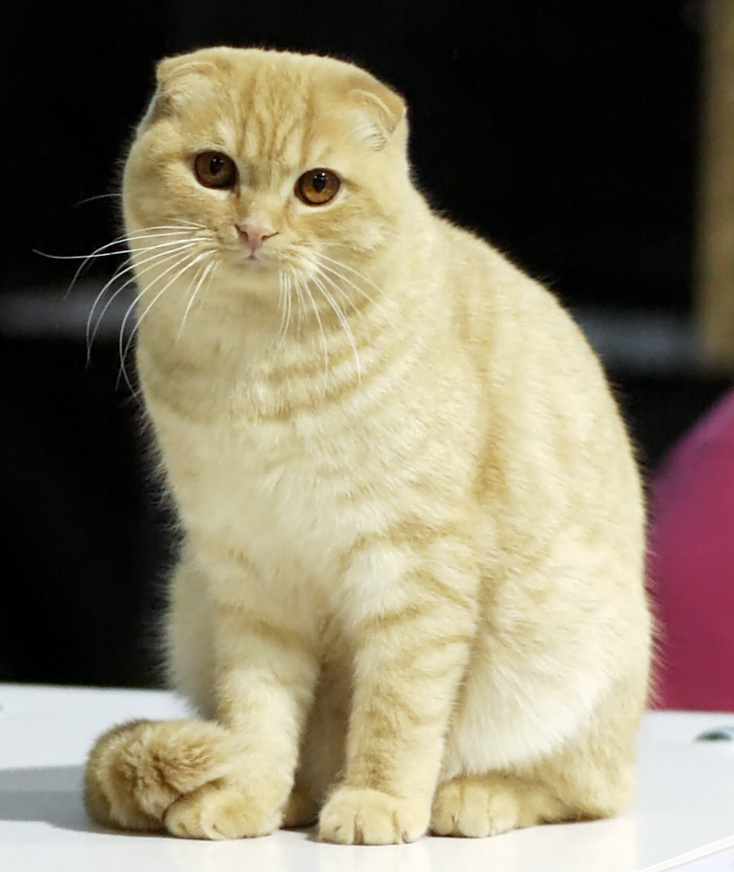
Scottish Fold, una raza de gatos con orejas plegadas naturales

Los gatos, como todos los organismos vivos, ocasionalmente tienen mutaciones que afectan su tipo de cuerpo. A veces, estas mutaciones de tipo cuerpo de gato son lo suficientemente sorprendentes como para que los humanos las seleccionen y las perpetúen. Esto no siempre es lo mejor para el gato, ya que muchas de estas mutaciones son dañinas; algunas incluso son letales en su forma hexagonal homocigota.

## Tipos de cola

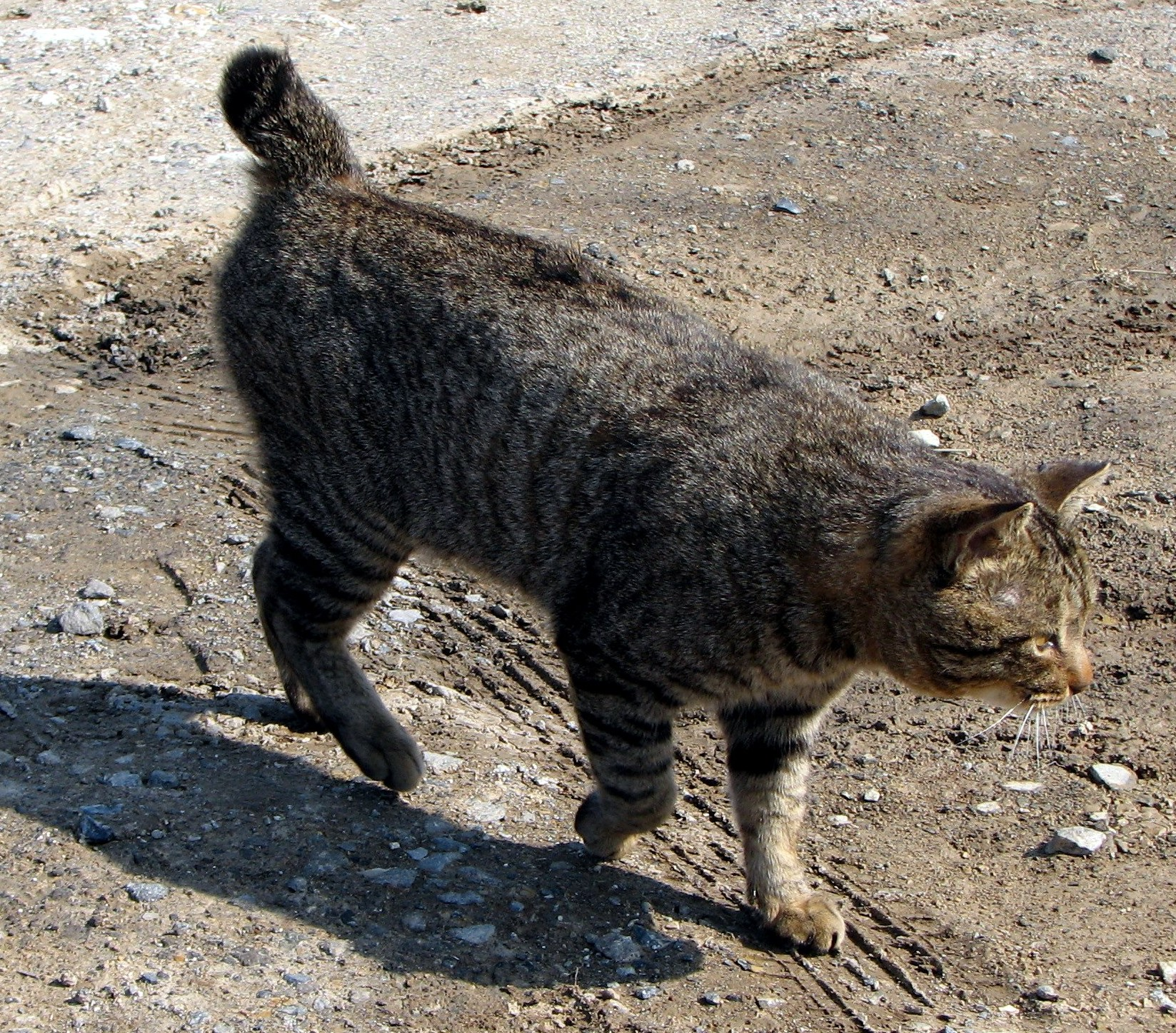
Un gato con la mutación Bobtail japonesa

Jb = gen bobtail japonés (autosómico dominante). Los gatos homocigotos y heterocigotos con este gen muestran colas acortadas y retorcidas. Los gatos homocigotos con el gen tienden vfvfd a tener colas más cortas y retorcidas. Esto se puede distinguir fenotípicamente en la mutación del gato Manx por la presencia de torceduras en la cola, a menudo formando lo que parece un nudo en el extremo distal de la cola. A diferencia del gen sin cola de Manx, no hay trastornos esqueléticos asociados y el gen no está considerado letal.

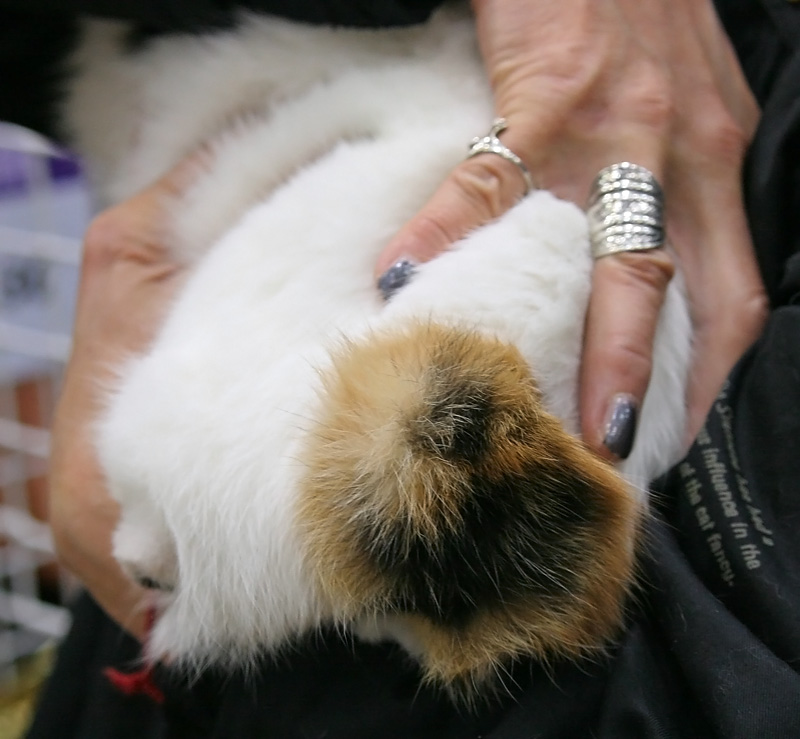
La cola movida de un Bobtail japonés

M = gen sin cola Manx  (dominante con alta penetrancia). Los gatos con el genotipo homocigoto (MM) mueren antes del nacimiento, y los gatitos que nacen muertos muestran anormalidades graves del sistema nervioso central. Los gatos con el genotipo heterocigoto (Mm) muestran una longitud de la cola severamente acortada, que va desde la falta de cola hasta una cola parcial y achaparrada. Algunos gatos Manx mueren antes de los 12 meses de edad y presentan defectos esqueléticos y de órganos. Debido a que se descubrió en poblaciones naturales de gatos, el gen Manx podría conferir algún tipo de ventaja selectiva a los gatos, o simplemente podría ser un ejemplo del efecto fundador. El rasgo también ocurrió y desapareció en Cornwall (Inglaterra peninsular), pero persistió en la población de la Isla de Man, donde la exanimación no era frecuente debido al aislamiento. 
Las colas acortadas, la mayoría de las cuales son indistinguibles del Bobtail japonés o la mutación Manx expresada de forma variable, pueden ocurrir esporádicamente en cualquier raza de gato o población de raza mixta. Sin embargo, algunas pueden ser mutaciones novedosas que no han sido investigadas. 
Hay múltiples tipos de gatos de cola rizada cuyas colas se enrollan sobre la espalda o forman sacacorchos apretados. Una de esas mutaciones se ha convertido en el American Ringtail, pero otras se han considerado curiosidades y no se han perpetuado. Los genes responsables no se han investigado a fondo. Sin embargo, se está realizando un estudio de investigación en UC Davis bajo la guía de Leslie A. Lyons, en la Universidad de Misuri.

## Extremidades
Mk = gen de Munchkin (dominante). Los gatos heterocigotos para este gen (Mkmk) tienen patas acortadas, pero no están discapacitados. Sus pasos son similares al hurón. La forma homocigota (MkMk) puede ser letal ya que los tamaños de la camada son más pequeños que el promedio. Aunque hubo una preocupación inicial de que los gatos tipo Munchkin tendrían problemas de movilidad o problemas en la columna vertebral, esto se basó en la comparación con las razas de perros y resultó ser infundado debido a la columna vertebral más flexible del gato. La mutación ha ocurrido naturalmente en muchos lugares y también se ha perpetuado en gatos salvajes sin intervención humana (Robinson 1999). Este gen es la base de varias razas de gato enano seleccionadas intencionalmente. 
Se ha demostrado que la mutación no es acondroplasia[cita requerida], pero es más probable que sea hipocondroplasia o pseudocondroplasia, que afectan los huesos largos de la pierna y dejan sin cambios otras proporciones corporales, especialmente la cabeza. 

## Patas
Sh = pie partido (sindactilia). Un gen dominante que reduce la cantidad de dedos de los pies, lo que da como resultado una apariencia de "garra de langosta". Esto se considera una mutación indeseable. 
Los gatos polidactilo (dedos extra). Probablemente hay muchos genes, tanto dominantes como recesivos, que causan polidactilia en los gatos. La mayoría de los casos de polidactilia en gatos son perfectamente inofensivos. 
Pd = gen de polidactilia del pulgar. El gen Pd (dominante con penetrancia incompleta) causa la forma benigna, preaxial de polidactilia donde uno o más dedos extra ocurren cerca de la garra central. A menudo, la garra central se convierte en un pulgar. Esto puede causar algunos problemas, como garras fusionadas o garras que se enfrentan en la dirección incorrecta, pero en general, esta forma de polidactilia es inofensiva. 
Por otro lado, el gen de polidactilia "pata de hamburguesa" está asociado con el gen de la hipoplasia radial (HR). El Convenio Europeo de 1995 para la Protección de los Animales de compañía considera que la HR es una condición perjudicial. En un escándalo a fines de la década de 1990, un criador experimental en Texas trató de perpetuar esta deformidad como la raza "Twisty Cat". La HR leve puede causar la forma post-axial de polidactilia: patas agrandadas, dedos extra de tres articulaciones en el lado externo de los dedos de los pies pequeños y ningún pulgar. Los rayos X pueden determinar la estructura de los dedos extra y si el gato tiene el gen para la HR. Los gatos con el gen para la HR nunca deben ser criados. Los gatos con HR severa tienen patas delanteras inusualmente cortas. Se mueven como un hurón y tienden a sentarse como una ardilla o un canguro y son coloquialmente conocidos como squittens. En algunos gatos con HR, las patas delanteras están torcidas y los huesos largos están muy acortados o ausentes. Todos los gatos de polidactilo están prohibidos en los espectáculos de gatos en Alemania, posiblemente debido a la confusión con la forma perjudicial de polidactilia asociada con la HR. 
Los gatos polidáctilos son relativamente comunes en el suroeste de Gran Bretaña, Noruega, Suecia y la costa este de los Estados Unidos y Canadá, y en algunas partes de Asia. Los marineros pensaban que tenían suerte. Varios cuentos populares y suposiciones dudosas sobre los gatos de polidactilo incluyen que son cazadores de roedores superiores, que tienen un mejor equilibrio en los barcos en clima tempestuoso, que sus patas son raquetas de nieve naturales y que los pulgares oponibles (en forma de polidactilia) ellos una ventaja de supervivencia. 
Ernest Hemingway coleccionó gatos de polidactilo, y los descendientes de sus mascotas aún se pueden encontrar en la Casa Ernest Hemingway en Key West. 

## Tipos de oreja
Cu = gen Curl Americano (dominante). Los gatos con este gen tienen orejas que comienzan normalmente, pero gradualmente se curvan hacia atrás. Hasta ahora, no se han asociado defectos dañinos importantes con este gen, sin embargo, debido a que el oído interno está más expuesto, se requiere una limpieza regular para prevenir la infección. También se han observado orejas rizadas en gatos que deambulan libremente en las islas griegas y en un gato en Australia. 
Fd = gen Scottish Fold (dominante con penetrancia incompleta). Los gatos con este gen tienen orejas que se curvan hacia adelante. Hay diferentes grados de plegamiento, y más genes pueden estar involucrados en la expresión del gen Fd. Este gen está asociado con defectos en los huesos y cartílagos, como la cola engrosada y los pies hinchados. La forma homocigota (FdFd) causa osteocondrodisplasia severa. Debido a esto, muchos criadores solo reproducen pliegues a no pliegues para evitar pliegues homocigotos. Sin embargo, los pliegues heterocigotos también pueden desarrollar osteocondrodisplasia de menor gravedad. 
Curl australiano: una mutación de orejas onduladas ocurrió en una gata callejera en Australia, pero no fue heredada por su descendencia. Cuando el gato original se enfermó, necesitando esterilización, fue imposible hacerle una prueba de apareamiento a sus hijos para identificar una mutación posiblemente recesiva de orejas rizadas.   
Sumxu o gato chino de orejas caídas: extinta raza de gato chino de orejas caídas reportada entre 1700 y 1938 alrededor de Pekín. la mayoría de las descripciones se basan en un espécimen en un museo alemán. Se desconoce el modo de herencia de sus orejas colgantes (el nombre Sumxu resulta de traducciones incorrectas y en realidad se refiere a una variedad de marta). 
Cuatro orejas: una mutación recesiva que produjo cuatro pinnas o colgajos (las pinnas adicionales no condujeron a canales auditivos y órganos auditivos adicionales). En un grupo de gatos de cuatro orejas estudiados en 1957, además de las orejas duplicadas, los ojos tenían un tamaño reducido, la mandíbula estaba ligeramente por debajo y los gatos estaban relativamente inactivos y letárgicos. Los investigadores creían que el funcionamiento del cerebro se veía afectado. Los datos de reproducción indicaron que con mayor frecuencia era letal con los gatitos muriendo en el útero. La mayoría de los gatos de cuatro orejas recientemente informados han estado sanos con varias configuraciones de oído que sugieren que otros genes estaban involucrados o anormalidades del desarrollo en lugar de factores hereditarios.
Orejas redondeadas: se produjo una mutación de orejas redondeadas en un gato en Italia y se está evaluando el potencial de raza. Una mutación similar ocurrió entre los gatos que deambulan libremente en Texas, pero se extinguió. Las orejas tienen una forma redondeada, en lugar de puntiaguda.

## Tamaño
Se produjo una mutación de células germinales en un gato persa macho llamado Treker en 1995, que resultó en una descendencia diminuta, pero saludable y con proporciones normales.[cita requerida] Treker y las hembras con las que se apareó eran de tamaño normal, pero el 75% de los gatitos engendrados por Treker heredaron una estatura diminuta, pero de proporciones normales. Se descubrió que el gen era dominante y la descendencia diminuta se vendía como taza de té o persa de juguete. Teacup/Toy Persians son una raza separada y no todos los gatos anunciados con esos nombres son el resultado de la mutación dominante de Treker. La mayoría de los gatitos persas del tamaño de una taza de té y un juguete criados ahora son descendientes de la división de color plateado y dorado para reducir el tamaño del gato y de ninguna manera están relacionados con Treker. 